# 新海大道站
新海大道站位于中华人民共和国安徽省合肥市瑶海区文忠路与新海大道交叉口地下，是合肥轨道交通3号线的地铁车站。

## 车站楼层
| B1 | 站厅                               | 出入口、票务服务、自动售票机、人工服务台 |  |
| B2 |                                    | █ 3号线列车往馆驿方向 （窦桥湾）         |  |
| B2 | 岛式站台                           |                                          |  |
| B2 | █ 3号线列车往相城路方向 （勤劳村） |                                          |  |

## 车站结构
新海大道站位于文忠路与新海大道交叉口，车站沿文忠路南北向布置，为地下二层单柱双跨岛式站台，设4个出入口、2组风亭